# اسکوداس
اسکوداس (به لاتین: Skuodas) در لیتوانی با جمعیت ۷٬۵۹۸ نفر است که در شهرستان کلایپدا واقع شده‌است.